# Wing Commander Academy
Wing Commander Academy è una serie televisiva di fantascienza, correlata alla serie di videogiochi Wing Commander. Si tratta di un prequel agli avvenimenti del primo videogioco, e segue l'addestramento di un giovane Christopher Blair e degli altri piloti.

## Episodi
1. Red and Blue
2. The Last One Left
3. The Most Delicate Instrument
4. Word of Honor
5. Lords of the Sky
6. Chain of Command
7. Expendable
8. Recreation
9. Walking Wounded
10. On Both Your Houses
11. Invisible Enemy
12. Price of Victory
13. Glory of Sivar

## Doppiatori
- Mark Hamill
- Thomas F. Wilson
- Malcolm McDowell
- Dana Delany
- Kevin Schon
- Lauri Hendler